# Renata Tarragó Fàbregas
Renata Tarragó Fàbregas (Barcelona, 23 d'octubre de 1927 - Badalona, 2 d'agost de 2005) fou una guitarrista i professora de música catalana.

## Biografia
Renata Tarragó es va formar al Conservatori del Liceu i al Conservatori Municipal de Música de Barcelona. El seu pare, Gracià Tarragó i Pons, va ser el seu millor mestre.
La primera aparició pública la feu als 15 anys en un concert a la Penya Guitarrística Tàrrega al qual acompanyà al seu pare.
Va formar part de l'Associació de Música de Cambra Ibèrica. La seva guitarra se sentí arreu de l'Estat espanyol gràcies als recitals que donà i a la difusió radiofònica. La seva tasca ha estat clau per a la recuperació del repertori per a viola de mà i guitarra barroca, música que ha estat molt oblidada durant decennis i que tot just a mitjans del segle xx començà a ser recuperada per alguns músics. Va ser intèrpret també de llaüt i de viola de mà. Va acompanyar Victòria dels Àngels i Conxita Badia, amb qui va gravar cançons dels Renaixement espanyol, i també va col·laborar amb els concerts de música antiga d'«Ars Musicae». El seu repertori incloïa des de Milà, Mudarra i Narváez (autors representatius de la màxima esplendor de la música per a corda polsada castellana i catalana del Renaixement i Barroc) fins a Sor i Moreno Torroba, entre d'altres. Fora, però, d'encasellar-se en un únic estil musical, Renata Tarragó va ser, per exemple, una fabulosa intèrpret de la música de Falla: el 1948 va enregistrar, a Londres, per a la BBC, La vida breve. Gràcies als seus mèrits i a la defensa de la música pròpia, el 1962 va representar Espanya a l'International Guitar Congress de Tòquio. Va ser, així mateix, professora del Conservatori de Música des del 1944, alhora que desenvolupà una carrera concertística, també a l'estranger.
Es va casar amb el metge José Antonio Osorio Gullón.